# 조아키노 로시니

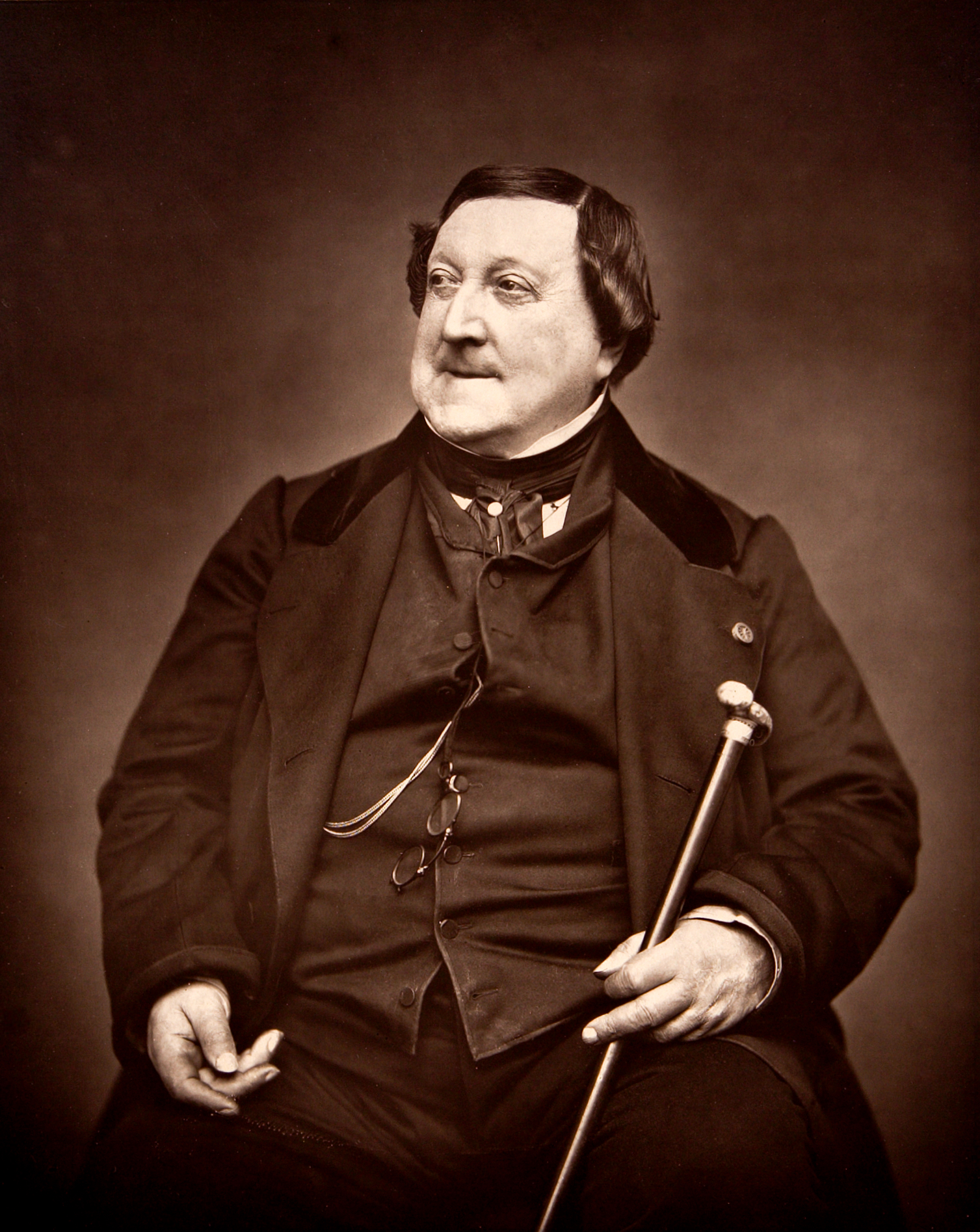
로시니 말년 (1865년. 맛있는 음식을 먹어서 그런지 살이 좀 쪘다.)

조아키노 안토니오 로시니(이탈리아어: Gioacchino Antonio Rossini, 문화어: 죠아끼노 안또니오 로씨니, 1792년 2월 29일 ~ 1868년 11월 13일)는 가에타노 도니체티, 빈첸초 벨리니와 더불어 19세기 전반의 이탈리아 오페라 무대를 화려하게 장식하며 벨칸토 낭만주의의 빛나는 예술성을 꽃 피운 이탈리아의 작곡가다. 멜로디의 구성에서는 그 누구도 쉽게 비교되기 어려울 정도의 뛰어난 천재성을 선보였다.

## 일대기
로시니는 이탈리아의 페사로에서 관악기 주자 아버지와 소프라노 어머니에게서 태어나, 14세인 1806년에 첫 오페라 《테메트리오와 폴리비오》를 작곡했다. 4년 후인 1810년에 단막의 오페라 부파인 《결혼 보증서》를 완성하여 베니스에서 초연했다. 이 곡의 성공으로 그는 단숨에 유명 오페라 작곡가로 등장했다. 이때부터 37세가 되던 1829년까지의 20년 동안 그는 수많은 오페라를 무대에 올렸다.
엄청난 다작가였던 로시니는 1812년 한 해 동안 《행복한 착각》, 《바빌로니아의 키로스, 또는 벨사자르의 몰락》, 《비단 사다리》, 《시금석》, 《도둑의 찬스》 등을 작곡하였다. 24세인 1816년에 작곡한 대표작 《세비야의 이발사》는 단 13일 만에 작곡되었다 한다. 1813년에 《탄크레디》, 《알제리의 이탈리아 여인》 등을 작곡하면서 로시니의 명성은 이탈리아를 벗어나 유럽 대륙으로 퍼져나갔다.
1817년에는 《신데렐라》, 《도둑까치》가, 1818년엔 《이집트의 모세 》가, 1819년엔 <호수의 여인>이 쏟아져 나왔다. 그 대부분은 오페라 부파였으나 《호수의 여인》과 《세미라미데》같은 오페라 세리아도 있었다. 1825년의 《랭스 여행》, 1826년의 《코린트의 포위》, 1827년의 《모세와 파라오》, 1828년의 《오리 백작》으로 새로운 오페라를 이어갔던 로시니는 1829년에 《빌헬름 텔 》을 작곡한 후 갑자기 오페라를 그만두었다. 따라서 불과 37세의 나이에 완성한 《빌헬름 텔》이 그의 마지막 오페라로 자리하게 되었다. 이후 그는 37년을 더 살았지만 오페라는 단 한 편도 쓰지 않았다.
이처럼 오페라 작곡을 그만두게 된 이유에 대해 로시니오페라 작곡보다 먹는 일이 더욱 즐겁기 때문이라는 식으로 농담했는데, 실제 이유는 자신의 작품을 노래할 성악가가 없었기 때문이라 여겨지고 있다. 그의 오페라는 부인 이사벨라 콜브란을 비롯하여, 안드레아 노자리, 조반니 다비드 등대의 주요 성악가에 맞춰 작곡되었다. 이들은 모두 전통적인 벨칸토 창법을 익힌 성악가들이었으나, 다음 세대의 작곡가들과 성악가들이 벨칸토 창법을 멀리하게 되었기에, 결국 로시니는 오페라 무대를 떠나게 되었을 것이라 추측되고 있다.
오페라 작곡을 그만둔 뒤에도 종교음악과 가곡, 실내악곡 등을 틈틈이 썼으며 이 시기의 대표작으로 성가곡 《스타바트 마테르》가 있다. 사교계의 유명인사로 스페인의 거부였던 돈 바렐라(Don Varela. 17??~1837)는 막대한 액수를 제시하며 로시니에게 이 곡의 작곡을 의뢰했는데 전성기 때만큼 빠른 속도로 작곡을 할 수 없었던 로시니는 그의 재촉에 동료 작곡가 조반니 타돌리니에게 뒷부분의 작곡을 맡겼다. 로시니와 타돌리니가 만든 곡은 로시니의 이름으로 발표되었고 발표의 9년 뒤, 그리고 돈 바렐라의 사후 4년 뒤인 1841년 악보의 출판에 앞서 로시니는 타돌리니가 썼던 부분을 다시 작곡하여 발표했다. 《스타바트 마테르》는 1842년 파리에서 초연되어 엄청난 성공을 거두었고 그 해에만 30여개 도시에서 연주되었다.

## 로시니의 작품 목록

### 오페라
| 작곡 연도 | 제목                          | 원어명                                                | 오페라 형식       | 참고                  |
| --------- | ----------------------------- | ----------------------------------------------------- | ----------------- | --------------------- |
| 1806년    | 데메트리오와 폴리비오ㅇ       | Demetrio e Polibio                                    | 세리아            | 1812년에 교정         |
| 1810년    | 결혼 어음                     | La Cambiale di matrimonio                             | 파르사            |                       |
| 1811년    | 터무니없는 오해               | L'Equivoco stravagante                                | 멜로드라마 조코소 |                       |
| 1812년    | 행복한 착각                   | L'Inganno felice                                      | 파르사            |                       |
| 1812년    | 바빌로니아의 키로스           | Ciro in Babilonia                                     | 종교극            |                       |
| 1812년    | 비단 사다리                   | La Scala di seta                                      | 파르사            |                       |
| 1812년    | 시금석                        | La Pietra del paragone                                | 멜로드라마 조코소 |                       |
| 1812년    | 도둑의 기회                   | L'Occasione fa il ladro                               | 부파              |                       |
| 1813년    | 브루스키노 씨                 | Il signor Bruschino                                   | 파르사            |                       |
| 1813년    | 탄크레디                      | Tancredi                                              | /                 |                       |
| 1813년    | 알제리의 이탈리아 여인        | L'Italiana in Algeri                                  | 멜로드라마 조코소 |                       |
| 1813년    | 팔미라의 아우렐리노           | Aureliano in Palmira                                  | 세리아            |                       |
| 1814년    | 이탈리아의 터키인             | Il Turco in Italia                                    | 부파              |                       |
| 1814년    | 시기스몬도                    | Sigismondo                                            | 세리아            |                       |
| 1815년    | 엘리자베스, 잉글랜드의 여왕   | Elisabetta, regina d'Inghilterra                      | 세리아            |                       |
| 1815년    | 토르발도와 도를리스카         | Torvaldo e Dorliska                                   | 세미세리아        |                       |
| 1816년    | 세비야의 이발사               | Il Barbiere di Siviglia                               | 부파              |                       |
| 1816년    | 신문                          | La Gazetta (또는 Il matrimonio per concorso)          | 부파              |                       |
| 1816년    | 오텔로 또는 베네치아의 무어인 | Otello, ossia Il Moro di Venzia                       | 세리아            |                       |
| 1817년    | 라 체네렌톨라                 | La Cenerentola (Cinderella, 또는 La bontà in trionfo) | 멜로드라마 조코소 |                       |
| 1817년    | 도둑까치                      | La Gazza ladra                                        | 세미세리아        |                       |
| 1817년    | 아르미다                      | Armida                                                | 세리아            |                       |
| 1817년    | 보르고냐의 아델라이데         | Adelaide di Borgogna or Ottone, re d'Italia           | 세리아            |                       |
| 1818년    | 이집트의 모세                 | Mose in Egitto                                        | 종교적 비극       |                       |
| 1818년    | 아디나                        | Adina (또는 Il califfo di Bagdad)                     | 파르사            |                       |
| 1818년    | 리치아르도와 조라이데         | Ricciardo e Zoraide                                   | 세리아            |                       |
| 1819년    | 에르미오네                    | Ermione                                               | 세리아            |                       |
| 1819년    | 호수의 여인                   | La Donna del lago                                     | 세리아            |                       |
| 1819년    | 비앙카와 팔리에로             | Bianca e Falliero (또는 Il consiglio dei tre)         | 세리아            |                       |
| 1820년    | 마호메트 2세                  | Maometto II                                           | 세리아            |                       |
| 1821년    | 샤브란의 마틸데               | Matilde di Shabran (또는 Bellezza e Cuor di Ferro)    | 멜로드라마 조코소 |                       |
| 1822년    | 젤미라                        | Zelmira                                               | 세리아            |                       |
| 1823년    | 세미라미데                    | Semiramide                                            | 세리아            |                       |
| 1825년    | 랭스 여행                     | Il Viaggio a Reims (또는 L'albergo del giglio d'oro)  | 극적 칸타타       |                       |
| 1826년    | 코린트의 포위                 | Le siège de Corinthe                                  | /                 | 마호메트 2세의 개정판 |
| 1827년    | 모세와 파라오                 | Moïse et Pharaon (또는 Le passage de la Mer Rouge)    | /                 |                       |
| 1828년    | 오리 백작                     | Le Comte Ory                                          | /                 |                       |
| 1829년    | 빌헬름 텔                     | Guillaume Tell                                        | 그랜드 오페라     |                       |
| 1828년    | 에두아르도와 크리스티나       | Edouardo e Cristina                                   | 파스티초          |                       |
| 1828년    | 로베르 브뤼스                 | Robert Bruce                                          | 파스티초          |                       |
| 1824?년   | 우고, 이탈리아의 왕           | Ugo, re d'Italia                                      | /                 |                       |

### 칸타타
- Il pianto d'armonia sulla morte di Orfeo - 1808
- La morte di Didone - 1811
- Dalle quete e pallid'ombre - 1812
- Egle ed Irene - 1814
- L'aurora - 1815
- Le nozze di Teti e di Peleo - 1816
- Omaggio umiliato - 1819
- Cantata - 1819
- La riconoscenza - 1821
- Giunone - before 1822
- La santa alleanza - 1822
- Il vero omaggio - 1822
- Omaggio pastorale -1823
- Il pianto delle muse i morte di Lord Byron - 1824
- Cantata per il battesimo del figlio del banchiere Aguado - 1827
- L'armonica cetra del nune - 1830
- Giovanna d'Arco - 1832, revision 1852
- Cantata in onore del sommo pontefico Pio IX - 1847

### 기악곡
- Sei sonate a quattro (1804)
- Sinfonia "al conventello" (1806)
- Cinque duets pour cor (1806)
- Sinfonia (1808, utilisée dans l'inganno felice)
- Sinfonia (1809, utilisée dans la cambiale di matrimonio et adelaide di borgogna)
- Sinfonia "obbligata a contrabasso" (1807-10)
- Variazzioni di clarinetto (1809)
- Andante e tema con variazioni (1812)
- Andante e tema con variazioni per arpa e violino (1820)
- Passo doppio 1822 (variations de l'air di tanti palpiti dans tancredi)
- Valse (1823)
- Serenata (1823)
- Duetto (1824)
- Rendez-vous de chasse (1828)
- Fantaisie (1829)
- Trois marches militaires (1837)
- Scherzo (1843)
- Tema originale di Rossini variato per violino da Giovacchino Giovacchini (1845)
- Marcia (1852)
- Thème de Rossini suivi de deux variations et coda par Moscheles père (1860)
- La corona d'Italia (1868)

### 성가곡
- Quoniam - 1813
- Messa di gloria - 1820
- Preghiera - 1820
- Tantum ergo - 1824
- Stabat mater - first version 1832, second version 1841
- Trois choeurs religieux - la foi, l'espérance, la charité, 1844
- Tantum ergo - 1847
- O salutaris hostia - 1857
- Laus deo - 1861
- Petite Messe Solennelle - first version 1864, second version 1867

### 세속 성악곡
| 작곡 연도       | 제목                                    | 원어명                                            | 참고     |
| --------------- | --------------------------------------- | ------------------------------------------------- | -------- |
| 1801년          |                                         | Se il vuol la molinara                            |          |
| 1810년          |                                         | Dolce aurette che spirate                         |          |
| 1812년          |                                         | La mia pace io già perdei                         |          |
| 1813년          |                                         | Qual voce, quai note                              |          |
| 1813년          |                                         | Alla voce della gloria                            |          |
| 1814년          |                                         | Amore mi assisti                                  |          |
| 1818년          | 음유시인                                | Il trovatore                                      |          |
| 1821년          |                                         | Il carnevale di Venezia                           | 로마     |
| 1821년          | 잔인한 아름다움                         | Belta crudele                                     |          |
| 1821년          |                                         | La pastorella                                     |          |
| 1821년          | 스페인 칸초네타 "나의 고통 한 가운데서" | Canzonetta spagnuola                              |          |
| 1821년          |                                         | Infelice ch'io son                                |          |
| 1822년          |                                         | Addio ai viennesi                                 |          |
| 1824년          |                                         | Dall'oriente l'astro del giorno                   |          |
| 1824년          |                                         | Ridiamo, cantiamo, che tutto sen va               |          |
| 1824년          |                                         | In giorno si bello                                | 런던     |
| 1827년          |                                         | Tre quartetti da camera                           |          |
| 1827년          |                                         | Les adieux à Rome                                 |          |
| 1829년 ~ 1830년 |                                         | Orage et beau temps                               |          |
| 1831년          |                                         | La passeggiata                                    | 마드리드 |
| 1834년          |                                         | La dichiarazione                                  |          |
| 1830년 ~ 1835년 | 저녁 음악회                             | Les soirées musicales                             |          |
| 1836년          | 2개의 야상곡                            | Deux nocturnes: 1. adieu a l'Italie, 2. le départ |          |
| 1836년          | 니차                                    | Nizza                                             |          |
| 1844년          |                                         | L'âme délaissée                                   |          |
| 1848년          |                                         | Francesca da Rimini                               |          |
| 1858년          |                                         | Mi lagnero tacendo                                |          |

### 만년의 과오
Péchés de vieillesse
- Vol I Album italiano
- Vol II Album français
- Vol III Morceaux réservés
- Vol IV Quatre hors d’œuvres et quatre mendiants
- Vol V Album pour les enfants adolescents
- Vol VI Album pour les enfants dégourdis
- Vol VII Album de chaumière
- Vol VIII Album de château
- Vol IX Album pour piano, violon, violoncello, harmonium et cor
- Vol X Miscellanée pour piano
- Vol XI Miscellanée de musique vocale
- Vol XII Quelques riens pour album
- Vol XIII Musique anodine

List and text of the songs on the website of the German Rossini Society